# Ласёб (кантон)
Ласёб (фр. Lasseube) — упразднённый французский кантон, находился в регионе Аквитания, департамент Атлантические Пиренеи. Входил в состав округа Олорон-Сент-Мари.
Код INSEE кантона — 6417. Всего в кантон Ласёб входили 5 коммун, из них главной коммуной являлась Ласёб.

## Население
Население кантона на 2012 год составляло 3073 человека.
| 1962 | 1968 | 1975 | 1982 | 1990 | 1999 | 2006 | 2012 |
| ---- | ---- | ---- | ---- | ---- | ---- | ---- | ---- |
| 2403 | 2359 | 2325 | 2583 | 2723 | 2759 | 2888 | 3073 |

## Коммуны кантона
| Коммуна   | Население, чел. (2012) | Почтовый индекс | Код INSEE |
| --------- | ---------------------- | --------------- | --------- |
| Лакомманд | 225                    | 64360           | 64299     |
| Ласёб     | 1732                   | 64290           | 64324     |
| Ласёбетат | 197                    | 64290           | 64325     |
| Обертен   | 657                    | 64290           | 64072     |
| Эстьялеск | 262                    | 64290           | 64219     |